# Matteo Santangelo
| Asteroides descubiertos | Asteroides descubiertos  |
| ----------------------- | ------------------------ |
| (29829) Engels          | 14 de marzo de 1999      |
| (36061) Haldane         | 11 de septiembre de 1999 |
| (36182) Montigiani      | 10 de octubre de 1999    |
| (40254) 1999 BB26       | 21 de enero de 1999      |
| (47162) Chicomendez     | 2 de octubre de 1999     |
| (49481) Gisellarubini   | 24 de enero de 1999      |
| (59388) Monod           | 24 de marzo de 1999      |
| (59390) Habermas        | 24 de marzo de 1999      |
| (60183) Falcone         | 5 de noviembre de 1999   |
| (62744) 2000 UX1        | 20 de octubre de 2000    |
| (70418) Kholopov        | 17 de septiembre de 1999 |
| (96623) Leani           | 14 de marzo de 1999      |
| (101588) 1999 BH12      | 24 de enero de 1999      |
| (101753) 1999 FT19      | 24 de marzo de 1999      |
| (129880) 1999 SX4       | 28 de septiembre de 1999 |
| (134510) 1999 FT21      | 24 de marzo de 1999      |
| (137303) 1999 SX9       | 23 de septiembre de 1999 |
| (137633) 1999 WR2       | 26 de noviembre de 1999  |
| (173262) 1999 RD176     | 15 de septiembre de 1999 |
| (243624) 1999 RF37      | 12 de septiembre de 1999 |
| (246934) 1999 PL        | 6 de agosto de 1999      |

Matteo Santangelo (frecuentemente citado como M. M. M. Santangelo) es un astrónomo italiano, relacionado con el Observatorio de Monte Agliale. 

## Descubrimientos
El Minor Planet Center acredita el descubrimiento de veintiún asteroides, efectuados entre 1999 y 2000, en algunos casos con la colaboración de Sauro Donati y de G. Cavalletti.
También tiene en su haber el descubrimiento de las supernovas SN 2000bi y SN 2000dl.

## Gisella Rubini
Gisella Rubini (nacida en 1959) reside en Lucca, Italia. Es la pareja de Matteo Santangelo, a quien ayuda con el telescopio del cercano Observatorio de Monte Agliale. El asteroide (49481) Gisellarubini (descubierto por Santangelo) lleva este nombre en su honor.